# Поліно (фільм, 2000)
«Поліно» (чеськ. Otesánek) — чеський гумористичний фільм, сюрреалістична інтерпретація однойменної чеської казки.

## Сюжет
Карел (Ян Гартл) і Божена (Вероніка Жилкова) — бездітна сімейна пара. Одного разу Карел приносить додому шматок дерева, який після невеликого доопрацювання стає схожим на маленького чоловічка. Але, до його здивування, Божена ставиться до цієї цурки, як до своєї дитини. А «дитина» незабаром починає подавати ознаки життя.

## У ролях
| Актор                | Роль                               |
| -------------------- | ---------------------------------- |
| Ярослава Кретчмерова | пані Штадлерова мати Альжбетки     |
| Вероніка Жилкова     | Божена Горакова матір Поліна       |
| Ян Гартл             | Карел Горак батько Поліна          |
| Павел Новий          | Франтішек Штадлер                  |
| Кристина Адамцова    | Альжбетка                          |
| Дагмар Стршібрна     | адміністраторка                    |
| Зденєк Козак         | пан Жлабек                         |
| Ґустав Вондрачек     | пан Младек листоноша               |
| Арношт Голдфлам      | гінеколог                          |
| Їтка Смутна          | пані Буланкова соціальна робітниця |
| Їржі Лабус           | поліцейський                       |
| Радек Голуб          | молодий листоноша                  |
| Ян Їрань             | співробітник Карла                 |
| Зденєк Палусґа       | поліцейський                       |
| Франтішек Полата     | поліцейський                       |
| Вацлав Єжек          | поліцейський                       |
| Марія Марешова       | невстановлена роль                 |
| Анна Велтінська      | невстановлена роль                 |
| Войтех Бернатський   | невстановлена роль                 |
| Томаш Ганак          | невстановлена роль                 |
| Їржі Махачек         | невстановлена роль                 |